# Fleninge
Fleninge är en tätort i Helsingborgs kommun och kyrkby i Fleninge socken i Skåne. Sveriges äldsta motell, från 1954 och ritat av arkitekten Bendt Hjelm-Jensen, är beläget här.

## Historia
Orten uppstod som senast när kyrkan uppfördes, vilket troligen skedde under 1100-talet, då dess äldsta delar är från denna tid. Ortnamnet innehåller förledet "flen", vilket sannolikt betecknar en trädlös slätt, och efterledet "-inge", som är en inbyggarbeteckning och härstammar från järnåldern och folkvandringstiden. År 1400 skrevs ortnamnet Flininge. Byn omgavs av stora områden sankmarker och är därför belägen på en öst-västlig höjdrygg som reser sig svagt över landskapet. Genom orten löpte den viktiga landsvägen från Helsingborg och norrut, vilken numera motsvaras av Västkustvägen. Denna korsades av en landsväg från kusten och inåt landet, nu Fleningevägen. Under 1600-talet inrättades gästgiverier och skjutsställen på jämna avstånd längs landets huvudleder och i Fleninge förlades ett gästgiveri som finns kvar än idag. Orten växte sig stor för sin tid och omfattade på 1700-talet 20–30 gårdar. På grund av de begränsade odlingsmöjligheterna i de sanka markerna var husdjurshållning och andra näringar lika viktig som sädesodling. Orten var även belägen invid den omfattade betesmarken Kulla fälad, där boskapen kunde ströva fritt.
Vid 1800-talets början genomfördes enskiftet, som i Fleninge påbörjades redan 1806. Detta innebar att flera av gårdarna flyttades ut från orten och att markerna fick nya ägare. För att förbättra odlingsmöjligheterna dikades flera av sankmarkerna ut, en process som fortgick fram till 1900-talet och resulterade i att nästan bara ett vattendrag finns kvar. Enskiftet fick som resultat att en stor del av ortens tidigare betydelse gick förlorad, något som sedan förstärktes på 1880-talet när Skåne–Hallands Järnväg mellan Helsingborgs och Halmstad istället drogs förbi grannorten Ödåkra. Dock gick fortfarande en av landets mest trafikerade vägar genom orten, något som år 1954 gav upphov till Fleninge motell, vilket var landets första motell. Inspirationen hade kommit från USA. På 1960-talet ersattes dock de gamla vägarna som huvudleder av motorvägarna E6/E20 och E4 längre österut. Trots detta finns både gästgivaregården och motellet kvar.
Fleninge kommun lät 1912 uppföra ett ålderdomshem och 1929 byggdes ett kommunalhus mittemot gästgiveriet.

### Befolkningsutveckling
| Befolkningsutvecklingen i Fleninge 1960–2020                                                               | Befolkningsutvecklingen i Fleninge 1960–2020 | Befolkningsutvecklingen i Fleninge 1960–2020 | Befolkningsutvecklingen i Fleninge 1960–2020 | Befolkningsutvecklingen i Fleninge 1960–2020 |
| --- | -------------------------------------------- | -------------------------------------------- | -------------------------------------------- | -------------------------------------------- |
| |                                              |                                              |                                              |                                              |
| År |                                              |                                              | Folkmängd                                    | Areal (ha)                                   |
| 1960 | 1960                                         |                                              | 191                                          | ¤                                            |
| 1965 | 1965                                         |                                              | 225                                          |                                              |
| 1970 | 1970                                         |                                              | 202                                          |                                              |
| 1990 | 1990                                         |                                              | 78                                           | 11#                                          |
| 1995 | 1995                                         |                                              | 124                                          | 22#                                          |
| 2000 | 2000                                         |                                              | 130                                          | 22#                                          |
| 2005 | 2005                                         |                                              | 180                                          | 31#                                          |
| 2010 | 2010                                         |                                              | 192                                          | 33#                                          |
| 2015 | 2015                                         |                                              | 206                                          | 52                                           |
| 2020 | 2020                                         |                                              | 226                                          | 61                                           |
| Anm.: Ny tätort 1965. Upphörde som tätort 1975. ¤ Som tätortsbebyggelse med 150-199 invånare # Som småort. |                                              |                                              |                                              |                                              |

## Samhället
Fleninge är beläget cirka 6 kilometer nordost om Helsingborg och några kilometer öster om Ödåkra. Orten omges helt av en svagt böljande fullåkersbygd. Samhället är samlat kring tre vägar: Västkustvägen och Fleningevägen, som korsas vid orten, samt Magnerupsvägen som sammanbinder de två förra. Bebyggelsen består till största delen av villor och äldre gathus, med inslag av gårdsbyggnader. Åldern är varierad och de äldsta profana husen härstammar från tidpunkten för enskiftet vid 1800-talets början. Resterande bebyggelse spänner fram till idag och ett nyare villaområde kan hittas längs Magnerupsvägen. Vid korsningen Västkustvägen/Fleningevägens södra del står Fleninge gästgivaregård från 1810 och på motsatt sida Västkustvägen finns det gamla kommunalhuset. Norr om korsningen, längs samma väg, ligger Fleninge motell och ännu längre norrut ses Fleninge kyrka, belägen strax norr om Magnerupsvägen. Ett annat landmärke i orten är Fleninge mölla, en väderkvarn belägen något öster om den centrala bebyggelsen.